# Edward FitzGerald (7e duc de Leinster)
Pour les articles homonymes, voir Edward FitzGerald et FitzGerald.
Edward FitzGerald, 7e duc de Leinster, (né le 6 mai 1892, mort le 8 mars 1976), est le premier pair du royaume d'Irlande.

## Biographie
Leinster est né à Londres, il est le plus jeune des trois fils de Gerald, 5e duc de Leinster, et de son épouse, Hermione Duncombe.
Il hérite du duché en février 1922, à la mort de son frère aîné, Maurice FitzGerald, 6e duc de Leinster, qui ne s'est jamais marié et était interné dans un établissement psychiatrique au moment de sa mort.
Joueur accro, Leinster avait déjà renoncé à ses éventuels droits de réversion sur le siège ancestral de la famille, Carton House, près de Maynooth dans le comté de Kildare, ne s'attendant pas à ce qu'il hérite de la propriété et du titre. Il choisit de vivre en Angleterre et ses biens restent en la possession du bénéficiaire, Harry Mallaby-Deeley, 1er baronnet, du vivant du duc.
En 1936, Leinster déclare lors d'une audience de mise en faillite qu'il s'est rendu aux États-Unis en 1928 afin de trouver une héritière à épouser et que pendant son voyage, il « s'était abondamment amusé avec de l'argent emprunté dans le but de trouver une épouse américaine qui rembourserait ses dettes ». Deux héritières semblaient intéressées, mais toutes deux refusent finalement de devenir duchesse de Leinster.
Incapable de rembourser ses dettes, le duc passe les dernières années de sa vie à vivre dans un petit studio à Pimlico, à Londres. Il se suicide en 1976 en prenant une overdose de pentobarbital.

## Famille
Le duc de Leinster s'est marié quatre fois :
1. La première épouse est May Juanita Etheridge (4 août 1892 – Peacehaven, Sussex, 11 février 1935), une choriste et actrice sur la scène londonienne surnommée la « Pink Pyjama Girl », qu'il épouse, à Londres, le 12 juin 1913. Elle est la fille de Jesse Edward Etheridge (1861/1862 - Lambeth, janvier ou mars 1905), un vendeur, enterré à Bishop's Cleeve, Gloucestershire, et fils d'un George Etheridge et épouse ..., et sa femme (Kennington, 4 octobre 1885), Theresa Grace Harriett Ann Summerell (1863 - ?), fille d'un Thomas Summerell et de sa femme Rose . . . . Ils se séparent en 1922, après quoi le duc verse à son ex-femme environ 50 $ par semaine, « à condition qu'elle vive à la retraite et ne fasse aucun effort pour communiquer avec son fils »[6]. Le duc a poursuivi la duchesse en divorce en 1926, citant un certain George Frederick Newell comme co-intimé[7] Le couple a finalement divorcé à Édimbourg le 28 juin 1930, Stanley Williams, « un jeune chef », étant désigné comme co-intimé[6],[8]. Après la fin de son mariage, la duchesse a pris le nom de May Murray par acte de vote[9]. En 1935, elle se suicide par overdose de somnifère[10]. Les Leinster ont eu un enfant, un fils,
  - Gerald FitzGerald, 8e duc de Leinster (27 mai 1914 - 3 décembre 2004)[11]
2. La deuxième épouse est (Agnes) Raffaelle Van Neck (14 décembre 1902 - 28 décembre 1993, Londres), une mondaine américaine, qui est l'ancienne épouse de Clare Van Neck et l'enfant unique de Robert Davidson Kennedy et de sa première épouse, Mai Nutting[12]. Le duc et Mme Van Neck se marient à Londres le 1er décembre 1932 ; ils divorcent en 1946, après quelques années de vie en Écosse, le duc disant : « Elle a dit qu'elle ne pouvait pas vivre avec des moutons à face noire et des lochs, et j'y ai vu une certaine part de vérité »[13].
3. La troisième épouse est Jessie Wessel, une ancienne comédienne et interprète de music-hall, connue professionnellement sous le nom de Denise Orme (1884-1960). Elle est la grand-mère maternelle du prince Aga Khan IV. Née Jessie Smither, fille d'un barman commun nommé Alfred Smither, elle devient artiste de music-hall puis se marie (et divorce) avec le diplomate danois Theodor William Wessel, et d'autre part avec le troisième baron Churston ; Leinster est son troisième mari le 11 mars 1946. Par ce mariage, le duc acquiert sept beaux-enfants, dont Joan Yarde-Buller, connue à l'époque (1936-49) sous le nom de princesse Taj-ud-dawlah, mère du prince Aga Khan IV (né en 1936).
4. La quatrième épouse est Vivien Irene Conner, une serveuse (19 février 1920 - Brighton, Sussex, 1992), l'ancienne épouse de George William Conner et une fille de Thomas Felton[14]. Elle et le duc se marient en 1965. Par ce mariage, le duc a un beau-fils, Tony Conner.

Le duc a un fils illégitime d'Yvonne Denison Percy Probyn (plus tard connue sous le nom d'Yvonne FitzGerald), fille du colonel. J. Percy Probyn :
- Adrian Dighton Desmond FitzGerald (né en 1952), qui se marie deux fois. Ses femmes et ses enfants sont :
  - Colleen Theresa Cross, mariée en 1972, divorcée en 1975. Ils ont un enfant,
    - Kirsty FitzGerald (née en 1973), épouse d'Andrew Keetch

  - Linda Jane Harris Clark, mariée en 1982, divorcée en 1992